# Posedarje
Posedarje är en ort i Kroatien.   Den ligger i länet Zadars län, i den södra delen av landet, 180 km söder om huvudstaden Zagreb. Posedarje ligger 17 meter över havet och antalet invånare är 1 292.
Terrängen runt Posedarje är kuperad åt nordost, men åt sydväst är den platt. Havet är nära Posedarje österut. Runt Posedarje är det tätbefolkat, med 276 invånare per kvadratkilometer. Närmaste större samhälle är Pridraga, 8,9 km sydost om Posedarje. Trakten runt Posedarje består till största delen av jordbruksmark.